# Khali
Onder khali wordt in de Hindoestaanse muziek verstaan: een niet-geaccentueerde, ook wel lichte (in het Urdu: lege) , maat in de tala. In een khali overheersen op de tabla de lichtere klanken van de dayan, of de rechterhelft van de pakhavaj.